# ولادلن داویدوف
ولادلن سمیونوویچ داویدوف (روسی: Владле́н Семёнович Давы́дов؛ ‏ ۱۶ ژانویهٔ ۱۹۲۴ – ۳۰ ژوئن ۲۰۱۲) بازیگر اهل اتحاد جماهیر شوروی سوسیالیستی و از اعضای حزب کمونیست اتحاد شوروی بود.
از فیلم‌ها یا برنامه‌های تلویزیونی که وی در آن نقش داشته‌است، می‌توان به آزادی، سربازان آزادی، ایوان مخوف، لحظات هفده‌گانه بهاری و ملاقات در البه اشاره کرد.
وی همچنین برندهٔ جوایزی همچون هنرمند مردمی جمهوری شوروی فدراتیو سوسیالیستی روسیه، جایزه دولتی اتحاد شوروی و نشان لیاقت میهن‌پرستی شده‌است.